# Iglesia de Santa María (Mosoll)
La iglesia de Santa María de Mosoll, está situada en la entidad de población de Mosoll perteneciente al municipio de Das en la comarca catalana de la Baja Cerdaña.
Se encuentra documentada en el acta de consagración de la Catedral de Santa María de Urgel a finales del siglo X. Perteneció al monasterio de Sant Martí del Canigó y sufrió como otras muchas iglesias de la Cerdaña, el saqueo e incendio por parte de las tropas cátaras de Raimundo Roger I conde de Foix y el vizconde de Castellbó en el año 1198.

## Edificio
Es de planta rectangular de nave única con un ábside semicircular con bóveda de cañón apuntado, en los muros laterales presenta unos arcos rebajados para situar en ellos unos altares además de una fornícula para la pila bautismal, unas pequeñas ventanas se abren orientadas a los diferentes puntos cardinales excepto el norte. En la parte exterior no tiene ningún elemento decorativo, destaca el campanario de espadaña de dos ojos y con la anchura de toda la fachada.
En unas excavaciones efectuadas en el año 1975 en el pavimento del templo, aparecieron ocupando toda la planta, una treintena de silos iovoides tocándose unos a los otros, sus medidas son aproximadamente de un metro de diámetro y de uno y medio de profundidad. Según algunos arqueólogos son sepulturas y otras opiniones ratifican que son silos, anteriores a la construcción de la iglesia.

## Pintura
Un frontal de altar sobre madera del siglo XIII con diversas escenas representando la Adoración de los Magos, María con Jesús, la Presentación al Templo, la Anunciación y la Dormición de la Virgen, se encuentra en el Museo Nacional de Arte de Cataluña, en Barcelona.
Quedan restos in situ de pintura mural con el Pantocrátor y el apostolado en los muros de la iglesia.